# あさり・かつお
あさり・かつおは、かつて吉本興業に所属していたお笑いコンビ。

## 来歴
1992年3月結成、結成当時は「立花あさり・土佐かつお」というコンビ名だったが、後に「あさり・かつお」になった。
2006年3月19日のうめだ花月の「あさり・かつおラストライブ」を最後に解散。解散後、あさりは引退して構成作家となり、かつおは実家の高知県で両親が経営する高知ユニフォームセンターの営業に就くかたわら引き続き芸能活動を継続し、ローカルタレントとして活動。

## メンバー

桂文枝一門の定紋である結三柏。

立花あさり（たちばな-、1969年11月4日 - ）
本名、浅利 哲也（あさり てつや） 。
兵庫県西宮市出身。兵庫県立尼崎工業高等学校卒業。
六代桂文枝の弟子。
解散後は本名の浅利哲也として、東京よしもとを拠点に構成作家として活動している。
土佐かつお（とさ-、1970年12月8日 - ）
本名、川淵 良幸（かわぶち よしゆき）。
高知県高知市出身。大阪商業大学付属高校卒業。
オール阪神の弟子。
高知ユニフォームセンターの営業車はほとんどがMTの軽ワンボックスであり、ハリセンボンTV出演時にその営業車で案内役をつとめたがMT操作が苦手らしく、運転に四苦八苦していた。また、商品の配達に、高知市から約3時間ほどの土佐清水市のお客様に行ったはよいが、肝心な商品を忘れた事がある。
2011年現在は実家の営業の傍ら週末はRKCラジオの「かつお&さおりの!B級ラジオ図鑑」などのテレビやラジオに出演している。
おじたおじたおじおじた、というギャグがある。

## テレビ
- オールザッツ漫才（毎日放送、1992年 - 1997年）
- 爆笑BOOING（関西テレビ放送、勝ち抜けず）
- 吉本はまぐり門劇場（KBS京都）
- お笑いネットワーク（読売テレビ）

## 主な受賞歴
- 1994年 NHK新人演芸大賞演芸部門優秀賞（「立花あさり・土佐かつお」時代）
- 1996年 NHK上方漫才コンテスト優秀賞（「立花あさり・土佐かつお」時代）